# Колобродов, Алексей Юрьевич
Алексей Юрьевич Колобродов (29 марта 1970, Камышин) — российский журналист, телеведущий, литературный критик, прозаик. Живёт в Саратове, где редактирует журнал и сайт «Общественное мнение», до весны 2015 года вёл одноимённую телепередачу на телеканале ТНТ-Саратов. Генеральный директор медиа-группы «Общественное мнение».

## Биография
Родился 29 марта 1970 года в небольшом промышленном городе Камышин. Отец — рабочий, мать — инженерно-технический работник. Быт и нравы Камышина 70-х и 80-х годов нашли отражение в сборнике прозы «Алюминиевый Голливуд», а также рассказах «Русская криминальная кухня», «Юрюзань», «Игорь Тальков, Ласковый май и другие исторические события», опубликованных в журнале «Волга».
Учился в Саратовском госуниверситете (исторический факультет) и Литературном институте (г. Москва), служил в Советской Армии (1988—1990 гг,). В молодости работал на тяжелых работах, профессиональную карьеру начал в Саратове в 1995 г.
Работал обозревателем в газете «Саратов» (1996—2000 г.), главным редактором журнала «Общественное мнение», заместителем главного редактора газеты «Новые времена в Саратове» (2003—2004 гг.).
Телевизионные проекты: аналитические программы «Общественное мнение» (стартап проекта в 2002 г. признавалась лучшей в федеральной сети ТВЦ, с 2006 по 2015 выходила на канале ТНТ-Саратов), «Комментарий дня» (ГТРК «Саратов», 2003—2004 гг.). С сентября 2015 года является одним из ведущих еженедельной программы «Средология» на саратовском канале «ОКТВ».
В декабре 2007 года Колобродов лишён членства в «Единой России» за несоблюдение норм устава партии и действия, дискредитирующие и порочащие партию.
Авторская программа «Городской романс» на радио «Серебряный дождь — Саратов» (проект закрыт). Совместный с Андреем Башкайкиным видеоблог «К и Б сидели на трубе» на портале «СаратовБизнесКонсалтинг».
Медиа-холдинг «Общественное мнение» на сегодняшний момент включает в себя общественно-политический и экономический журнал «Общественное мнение», одноимённый интернет-портал, телепрограмму, рекламное агентство полного цикла, продакшн-студию, представительство газеты «Коммерсантъ — Средняя Волга».
Журналистскую манеру Колобродова отличает жёсткое отношение к объектам критики, которыми в разные годы становились губернаторы Дмитрий Аяцков и Павел Ипатов, мэр Саратова Юрий Аксёненко (громкий судебный процесс, инициированный Аксёненко против Колобродова по ст. УК РФ «Оскорбление», закончился в пользу журналиста), директор МУПП «Саратовводоканал» Лариса Абрамова, министр общественных связей Борис Шинчук и многие другие деятели.
2 ноября 2017 года Алексей Колобродов исключён из Союза журналистов России за деятельность, противоречащую целям и задачам организации, а также за грубое нарушение профессиональной журналистской этики и неуплату членских взносов в течение трёх лет. По версии самого Колобродова, к исключению из Союза журналистов России мог иметь отношение местный олигарх-единоросс и депутат Саратовской областной думы Сергей Курихин, имеющий влияние на руководство регионального отделения Союза журналистов России, деятельность которого неоднократно становилась предметом обличительных статей сотрудников медиа-группы Колобродова.
В ночь с 20 на 21 мая 2017 года Алексей Колобродов избил собственную жену Светлану Фёдорову. Его обвинили в совершении преступлений, предусмотренных ч. 1 ст. 115 УК РФ (умышленное причинение легкого вреда здоровью) и ч. 1 ст. 119 УК РФ (угроза убийством или причинением тяжкого вреда здоровью). 19 июля мировой судья судебного участка № 2 Фрунзенского района Саратова Елена Ряпухина прекратила уголовное дело за примирением сторон.
В 2022 году подписал письмо в поддержку российского военного вторжения на Украину.

## Литературная деятельность
Первая литературная публикация — альманах «Апрель» в 1997 г. Затем последовали публикации в журнале «Волга» — рассказ «Иван Бунин» (1997 г.), повесть «Как наши братья» (1998 г.).
Постоянный автор сетевых изданий «Свободная пресса» и «Перемены. Толстый веб-журнал».
Выпустил (в соавторстве с С. Труневым) книгу стихов «День святого V: стихи о любви». Рассказы, эссе, статьи и рецензии публиковались в «толстых» литературных журналах «Новый мир», «Знамя», «Дружба народов», «Октябрь», «Урал», «Новое литературное обозрение», газет «День Литературы» и «Литературная Россия».
В 2009 году вышел в свет сборник текстов Колобродова «Алюминиевый Голливуд». В рецензии на книгу критик Лев Гурский отметил, что «главное достоинство этих текстов — безусловная искренность автора, неприкрытая исповедальность… Автор не хочет преображать увиденную им реальность, но неутомимо её фиксирует, во всех её буйных проявлениях. Сквозь ностальгическую патину явственно просвечивают провинциальные житейские ситуации, увиденные безжалостным взором патологоанатома: производственная рутина, доведенная до грани бытового идиотизма; любовь, обернувшаяся анекдотом; смерть, опрокинутая в фарс».
В 2012 году Колобродов выпустил новую книгу — «Культурный Герой», вошедшую в длинный список премии «Национальный бестселлер-2013» (номинирована З. Прилепиным). Книга представляет собой анализ отображения президента России Владимира Путина в современной — и не только — культуре, а написать её предложил Колобродову Дмитрий Быков.
Лауреат премии Артема Боровика (2009 г.), премии газеты «Литературная Россия» (2013 г.)